# Orthalicus
Orthalicus é um gênero de gastrópodes terrestres Eupulmonata distribuídos pela América tropical, incluindo a região sudeste dos Estados Unidos, pertencentes à família Orthalicidae (antes pertencentes aos Bulimulidae). Foi classificado por Henrick Henricksen Beck no ano de 1837.
No Brasil a nomenclatura vernácula para duas espécies desse gênero (O. pulchellus e O. phlogerus) é caramujo-do-café.

## Espécies
- Orthalicus bensoni (Reeve, 1849)
- Orthalicus bifulguratus (Reeve, 1849)
- Orthalicus boucardi L. Pfeiffer, 1860
- Orthalicus capax Pilsbry, 1930
- Orthalicus decolor Strebel, 1882
- Orthalicus delphinus (Strebel, 1909)
- Orthalicus elegans Rolle, 1895
- Orthalicus ferussaci E. von Martens, 1863
- Orthalicus floridensis Pilsbry, 1891
- Orthalicus hackeri (Strebel, 1909)
- Orthalicus leucochilus Crosse & P. Fischer, 1869
- Orthalicus linteus (Conrad, 1871) †
- Orthalicus livens Shuttleworth, 1856
- Orthalicus lividus E. von Martens, 1863
- Orthalicus longus L. Pfeiffer, 1856
- Orthalicus maclurae E. von Martens, 1893
- Orthalicus maculiferus (Strebel, 1909)
- Orthalicus mars L. Pfeiffer, 1861
- Orthalicus melanocheilus (Valenciennes, 1827)
- Orthalicus muelleri (Strebel, 1909)
- Orthalicus nobilis Rolle, 1895
- Orthalicus pallidus (Strebel, 1909)
- Orthalicus phlogerus[7] (d'Orbigny, 1835)
- Orthalicus ponderosus Strebel, 1882
- Orthalicus princeps (Broderip, 1833)
- Orthalicus prototypus Pilsbry, 1899
- Orthalicus pseudolongus (Strebel, 1909)
- Orthalicus pulchellus[6] (Spix, 1827)
- Orthalicus quagga (Strebel, 1909)
- Orthalicus reses (Say, 1830)
- Orthalicus richardsoni (Strebel, 1909)
- Orthalicus sphinx (Strebel, 1909)
- Orthalicus tepicensis (Strebel, 1909)
- Orthalicus torrei (T. L. McGinty, 1939)
- Orthalicus uhdeanus E. von Martens, 1893
- Orthalicus undatus (Bruguière, 1789)
- Orthalicus varius E. von Martens, 1873
- Orthalicus zebra (O. F. Müller, 1774)
- Orthalicus zonatus (Strebel, 1909)
- Orthalicus zoniferus Strebel, 1882[1]